# Cyril Assous
Pour les articles homonymes, voir Assous.
Cyril Assous, né Robert Assous en 1948, est un musicien et auteur-compositeur français.

## Biographie
Guitariste de formation, il commence sa carrière par les tournées de Julien Clerc[Quand ?]. 
Il compose en 1975 pour Daniel Guichard.
Il travaille en tant que musicien de studio. Il a enregistré notamment les voix de Les Enfants du soleil.

## Compositions
- Marcel Amont
  - Avec des si

- Isabelle Aubret
  - Saint-Paul-de-Vence[2] (Paroles de Pierre Grosz).

- Hugues Aufray
  - Tchin tchin
  - Le bateau fou

- Richard Berry
  - Jalousie, paroles de Pierre Grosz
  - Visiteurs
  - J'aime les gens

- Bibie
  - Tendress’ moi

- Ève Brenner
  - Amoureuse
  - Le jardin sous la mer

- Nicole Croisille
  - Un pont de souvenirs

- Dalida
  - Le slow de ma vie

- Emma Daumas
  - Mourir pour toi

- Dave
  - Il n'y a pas de honte à être heureux.
  - Ton amour est la rivière.

- Daniel Guichard
  - Je t'aime, tu vois
  - Quand tu penses à moi
  - Je vis ma vie
  - Je viens pas te parler d'amour
  - Mesdames
  - Ce n'est pas à Dieu que j'en veux
  - Toi
  - Ne parle pas
  - Je n’fais rien…
  - Pose ta valise
  - Il vaut mieux chanter
  - La mémoire
  - Prends-moi dans tes bras
  - L’enfer
  - Petites filles, petits garçons
  - Où que tu ailles
  - Envies
  - T'aimer pour la vie (orchestration par Cyril Assous)
  - Le toboggan (orchestration par Cyril Assous)
  - Le cœur à l'envers (orchestration par Cyril Assous)
  - Tous les bébés pleurent (orchestration par Cyril Assous)
  - Quelqu'un quelque part
  - Sans moi
  - Ballade pour un enfant qui dort
  - Si tu m'aimais encore
  - Tant pis pour moi
  - Je suis bohème
  - Pour la vie
  - Avispado
  - Si quelqu’un
  - Je m’en vais
  - Faut pas regretter

- Bruno Guillain
  - La maison derrière le mur

- Johnny Hallyday
  - Un jour en haut (1983)
  - Je me souviens, paroles de Cyril Assous (2002)
  - Elle s'en moque, paroles de Muriel Robin (2005)

- C. Jérôme
  - D’J
  - Drôle de mec

- Jean-Luc Lahaye
  - Papa chanteur, paroles de Luc Dettome
  - Djemila Des Lilas
  - Nostalgia Argentina

- Yves Lecoq
  - Vivre d’aimer
  - Prends la vie comme elle vient

- Georgette Lemaire
  - Le blouson jean

- Gérard Lenorman
  - Amour de pluie
  - De toi pour moi

- Enrico Macias
  - Qui vivra verra
  - J'ai toujours beaucoup d'amour à donner

- Christophe Malavoy
  - Pour aller où je vais

- Jeane Manson
  - Love moi dans tes bras
  - Dans les nuits magiques
  - Besoin d'un homme
  - Ne dis rien
  - Maudit Bobby

- Sylvie Maréchal
  - La vie Lola
  - Longue distance
  - J’ai l’rock t’as l’blues
  - Bonne chance Eddie

- Mireille Mathieu
  - Blue Paradise

- Denis Pépin
  - Y’a personne pour t’aider (Paroles de Gérard Manset)

- Régine
  - La vie by night
  - L’an 2000

- Jean Richard
  - Dis moi… Jean Richard

- Maria de Rossi
  - Angelito

- Richard St-Germain
  - Le frimeur

- Linda de Suza
  - Tu seras son père
  - On est fait pour vivre ensemble
  - Un jour on se rencontrera
  - Niño Mau
  - Maradona
  - Nos yeux font l’amour
  - Ça ne s’oublie pas ou  Canta teu passado (version portugaise)

- Lova Moor
  - Tendresse… S.O.S.

- Svetlana
  - Cours après le temps - Eurovision Luxembourg 1982
  - Heureuse auprès de toi
  - Je suis blonde… Et alors
  - Ce qu’il m’a dit d’une autre

- Transformers
  - Transformers, pour un monde meilleur

- François Valéry
  - Je reviens chez toi avec le soleil

- Sylvie Vartan
  - Je croyais
  - Je vis en illustré

- Hervé Vilard
  - Amoureux d'un soir  (paroles de Hervé Vilard)
  - Pense-t-elle à moi ? (paroles de Hervé Vilard)
  - Mais qu'est ce qu'on attend (paroles de J. M. Poiriez)

- Rika Zaraï
  - Sans rancune et sans regret

Il a composé la musique du générique du dessin animé Transformers (Transformers, pour un Monde meilleur), le texte étant de Véra Baudey et Pierre Delanoë, et l'orchestration de Thierry Durbey,.
Comédie musicale
avec Didier Barbelivien
- Les Enfants du soleil.

- Album instrumental
  - Car Line (Cyril Assous Rock LINE) en 1993